# Anisostena kansana
Anisostena kansana là một loài bọ cánh cứng trong họ Chrysomelidae. Loài này được Schaeffer miêu tả khoa học năm 1933.